# Comté de Colfax (Nouveau-Mexique)
Pour les articles homonymes, voir Comté de Colfax.
Le comté de Colfax est l’un des 33 comtés de l’État du Nouveau-Mexique, aux États-Unis. C’est le douzième comté établi dans l’État, le 25 janvier 1869, à partir d’une fraction du comté de Taos. Il a été nommé en hommage à Schuyler Colfax, vice-président du pays, qui voyageait alors dans la région.
Le siège du comté est Raton.

## Comtés adjacents
- Comté de Taos, Nouveau-Mexique (ouest)
- Comté de Mora, Nouveau-Mexique (sud)
- Comté de Harding, Nouveau-Mexique (sud)
- Comté d'Union, Nouveau-Mexique (est)
- Comté de Las Animas, Colorado (nord)
- Comté de Costilla, Colorado (nord-ouest)